# その時まで
その時まで（そのときまで）は、声優の國府田マリ子が出した5thマキシシングルである（8cmシングルも含めると16枚目のシングル）。品番はKICM-1024。

## 収録曲
1. その時まで
  - 作詞：渡辺高章、作曲：鶴谷崇、編曲：井上うに
2. スパイス
  - 作詞：國府田マリ子、作曲・編曲：西脇辰弥
3. 僕の生活
  - 作詞：米村裕美、作曲・編曲：井上うに